# Búlgaros do Volga
Búlgaros do Volga (em russo:  Волжские булгары, em búlgaro:  Волжки българи) foram um grupo de tribos búlgaras que formaram a base da população da Bulgária do Volga e dos búlgaros da Horda Dourada.

## História
Eles vieram na segunda metade do século VII para o médio Volga vindos da região de Azov após o colapso da Grande Bulgária, uma entidade estatal que existia no século VII entre o Dom e o Cubã.
Os búlgaros entraram em interação com tribos locais pertencentes à família linguística fino-úgrica.
Com a chegada dos búlgaros, que tinham uma forte organização militar e alcançaram a hegemonia política na região do Volga-Kama, começou a difusão ativa das línguas turcas no médio Volga. Os búlgaros desempenharam um papel significativo na consolidação das tribos locais e na criação do seu estado feudal.
A origem de vários povos da região do Volga e Kama está ligada a eles: chuvaches, tártaros e parcialmente basquires.
Na literatura oriental medieval, os búlgaros do Volga sempre foram chamados de turcos, relacionados aos cazares na língua e aos burtases culturalmente.

## Uso moderno do etnônimo
Os búlgaros do Volga participaram da etnogênese dos chuvaches, tártaros (em primeiro lugar, tártaros e mishares de Cazã).
Ao mesmo tempo, várias figuras públicas, políticas e religiosas tártaras do Tartaristão e de outras regiões, sendo defensores da teoria búlgaro-tártara da etnogênese dos tártaros e oponentes do uso do etnônimo “tártaros”, insistem que o povo búlgaro continua a existir e promove ativamente a ideia de nomear os tártaros: búlgaros (bem como a renomeação do Tartaristão para Bulgária, Bulgaristão ou Bolgar Ile).